# کنگو اکسپرس (فیلم)
کنگو اکسپرس (آلمانی: Kongo-Express) یک فیلم در ژانر رمانتیک به کارگردانی ادوارد فون بورشودی است که در سال ۱۹۳۹ منتشر شد. از بازیگران فیلم می‌توان به ماریانه هوپه، ویلی بیرگل و رنه دلتگن اشاره کرد.